# Albu (gemeente)
Albu (Estisch: Albu vald) is een voormalige gemeente in de Estlandse provincie Järvamaa. De gemeente telde 1118 inwoners op 1 januari 2017 en had een oppervlakte van 257,1 km². De gemeente is in oktober 2017 opgegaan in de fusiegemeente Järva.
Tot de landgemeente behoorden zestien dorpen. Hoofddorp was Järva-Madise, de andere grotere dorpen waren Albu, Ahula en Kaalepi.
Bij Vetepere bevindt zich de boerderij waar Anton Hansen Tammsaare in 1878 werd geboren, de voornaamste Estische schrijver uit de eerste helft van de 20ste eeuw, wiens werk zich voor een deel in deze streek afspeelt. De boerderij is als museum ingericht.
Het dorp Järva-Madise heeft een 14de-eeuwse kerk.

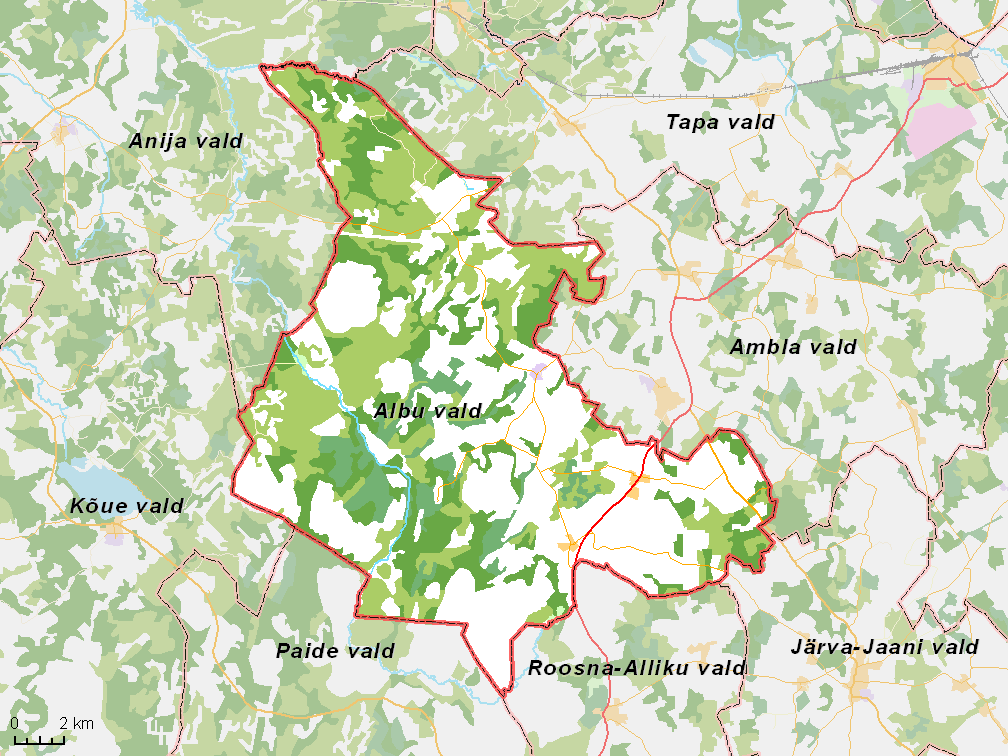
De gemeente met omliggende gemeenten, situatie begin 2017